# Corba de Lévy

Primeres iteracions de la corba de Lévy

En matemàtiques, una corba de Lévy, a vegades anomenada corba C de Lévy per la seva forma, és una corba fractal descrita l'any 1906 per Ernesto Cesàro. El 1910 el matemàtic Georg Faber en va descriure les propietats de diferenciabilitat, i posteriorment Paul Lévy en va analitzar les propietats d'auto-similitud i va proporcionar una construcció geomètrica de la corba, mostrant-la com una corba representativa de la mateixa classe que la corba de Koch. Es tracta d'un cas especial de corba de doble període, és a dir, una corba de Rham.
En alguns casos també se l'anomena drac de Lévy i es considera dins de la família de corbes del drac.

## Construcció

Construcció de la corba per divisió dels segments. Podeu consultar una versió animada.

La corba de Lévy és el límit del següent sistema de funcions iterades en el pla complex:
{\displaystyle f_{1}(z)={\frac {(1-i)z}{2}}}
{\displaystyle f_{2}(z)=1+{\frac {(1+i)(z-1)}{2}}}
amb el sistema de punts inicial {\displaystyle S_{0}=\{0,1\}}.
La corba de Lévy es pot considerar una corba de Peano, en la qual cada segment és substituït per dos segments que formen un angle de 90°, de la següent manera:
Per tant, el perímetre tendeix a infinit, perquè augmenta de forma constant a cada iteració.
Alternativament, si s'interpreta com una variant del drac de Heighway, es pot obtenir una seqüència corresponent als girs de la corba de la següent manera, mantenint la simetria:
- Es comença amb un únic gir a l'esquerra, que es pot representar amb un {\displaystyle 1}
- El pas següent té la forma (anterior)valor(anterior), és a dir: {\displaystyle (1)a(1)\rightarrow (1a1)b(1a1)\;...}
- El valor que es col·loca a la posició central segueix un cicle a-b-c-d on:

a - seguir recte, per tant un angle de gir de 0°.
b - girar a la dreta, per tant un angle de gir de 90°.
c - tornar enrere, per tant un angle de gir de 180°.
d - girar a l'esquerra, per tant un angle de gir de 270°.

## Propietats
La dimensió fractal de la corba és 2, però l'any 1999 Duvall i Keesling en van estimar la dimensió de Hausdorff del límit del seu perímetre:
{\displaystyle d_{H}\approx 2\log _{2}(x)=1.9340...} on {\displaystyle x} s'obté de l'equació polinòmica {\displaystyle x^{9}-3x^{8}+3x^{7}-3x^{6}+2x^{5}+4x^{4}-8x^{3}+8x^{2}-16x+8=0}.